# Arón Canet
Arón Canet (* 30. September 1999 in Corbera) ist ein spanischer Motorradrennfahrer.
Er startet seit 2020 in der Moto2-Klasse der Motorrad-Weltmeisterschaft. Von 2016 bis 2019 fuhr er in der Moto3-Klasse der Motorrad-Weltmeisterschaft. Er war die ersten drei Jahre (2016 bis 2018) bei Honda und wechselte zur Saison 2019 zu KTM, mit denen er im selben Jahr Vizeweltmeister wurde.

## Karriere

### Anfangsjahre
Bevor er in die Weltmeisterschaft wechselte, fuhr Canet von 2014 bis 2015 in der CEV Moto3 Junioren-Weltmeisterschaft und schloss die 2015er Saison auf dem dritten Gesamtrang ab.

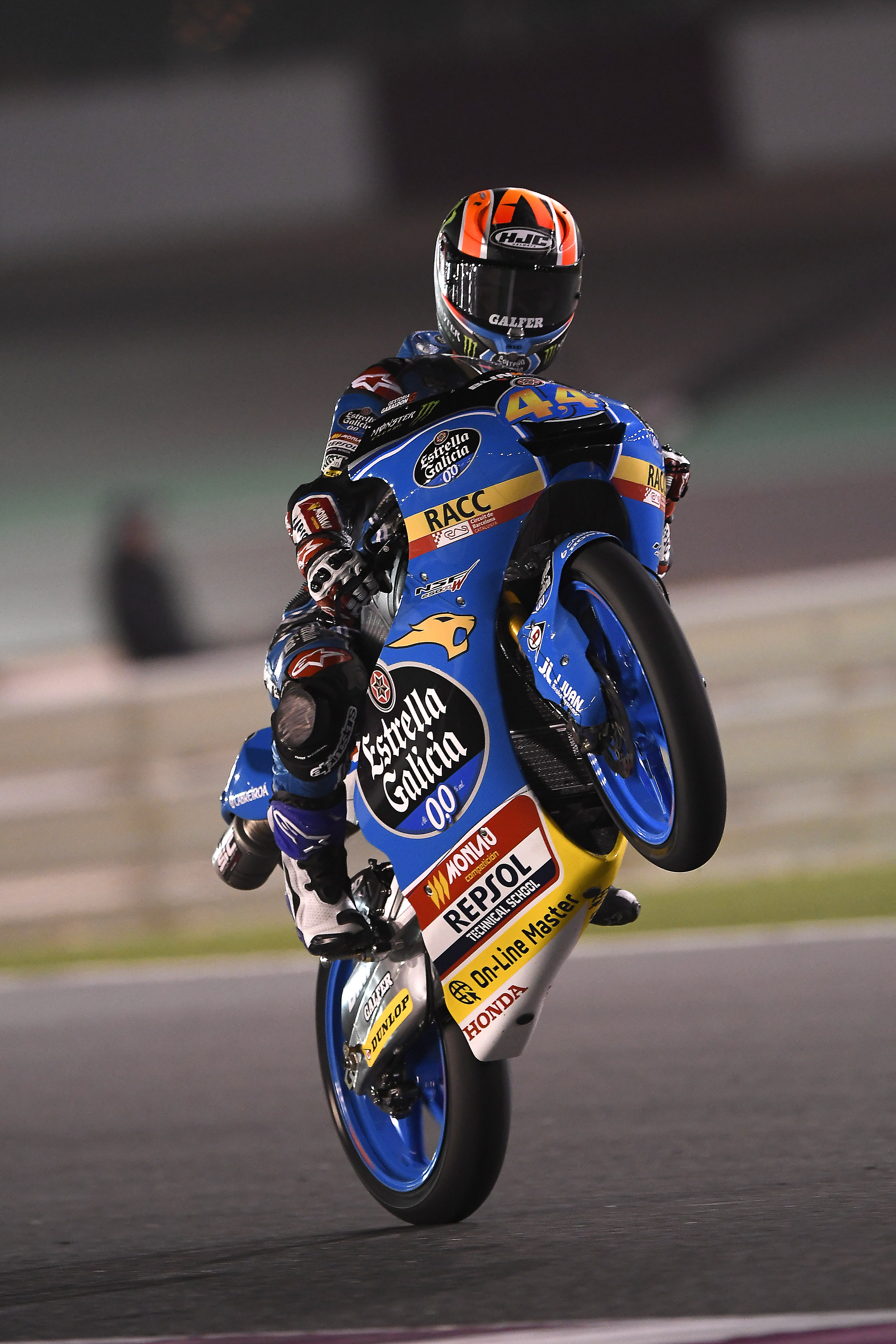
Arón Canet 2017 nach seinem Sieg in Katar

### Moto3-Klasse
2016 gab Canet sein Debüt in Moto3-Klasse der Motorrad-Weltmeisterschaft mit dem Team Estrella Galicia 0,0 an der Seite von Jorge Navarro. Sein erstes Podium errang er beim Großen Preis von Australien auf Phillip Island. Beim letzten Rennen, dem Großen Preis von Valencia errang er seine erste Pole-Position, musste aber aufgrund eines technischen Defekts aus der Box starten und kam als 19. ins Ziel. Er schloss die Saison als 15. ab.
2017 erreichte Canet durch ein Überholmanöver in der letzten Kurve gegen Joan Mir und Romano Fenati beim Großen Preis von Spanien in Jerez seinen ersten Sieg in der Motorrad-Weltmeisterschaft. Er gewann in diesem Jahr noch das Dutch TT in Assen und den Großen Preis von Großbritannien in Silverstone und wurde WM-Dritter hinter Mir und Fenati. Seinen neuen Teamkollegen Enea Bastianini, der sieglos WM-Sechster geworden war, hatte er deutlich hinter sich lassen können.
Für die Saison 2018 blieb Canet seinem Team erhalten. Alonso López war neuer Teamkollege, nachdem Bastianini zu Leopard Racing gegangen war. Canet gewann in dieser Saison jedoch keinen Rennen und beendete die Saison auf WM-Rang sechs, obwohl er mit zwei zweiten Plätzen in den ersten beiden Rennen erstmals zwischenzeitlich die WM angeführt hatte. Durch Verletzungspech hatte er außerdem den neuen Großen Preis von Thailand auslassen müssen. Seinen neuen Teamkollegen Alonso López hatte er mit 128 zu 36 Punkten deutlich besiegt.
Zur Saison 2019 verließ Canet Estrella Galicia 0,0 und wechselte zu Max Biaggis neuem Sterilgarda Max Racing Team, wo er auf KTM antrat. Er war in jenem Jahr der einzige Fahrer für das Team. Nach dem dritten Platz im ersten Rennen in Katar (von der Pole-Position aus) und dem zwölften in Argentinien gewann der junge Spanier den Grand Prix of The Americas in Austin und lag damit punktgleich mit dem WM-Führenden Jaume Masiá, der einen zweiten Platz mehr zu verzeichnen hatte. Als Fünfter beim Großen Preis von Spanien übernahm Canet erstmals in der laufenden Saison die WM-Führung, nachdem Masiá gestürzt war. Beim Großen Preis von Frankreich wurde Canet Dritter. Er gewann noch zwei weitere Rennen und wurde am Saisonende Vizeweltmeister hinter Lorenzo Dalla Porta.
2020 wird er in die Moto2-Klasse aufsteigen und auf einer Speed Up für im Aspar Team von Jorge Martínez an den Start gehen. Gleich beim Saisonauftakt, dem Großen Preis von Katar erzielte Canet als Achter seine ersten Punkte. Den Großen Preis von Spanien beendete der Spanier an fünfter Stelle, nachdem er lange Zeit Zweiter gewesen war. Schlussendlich wurde der Valencianer als WM-14. bester der vier Speed Up-Piloten sowie bester Rookie.

## Statistik

### Erfolge
- 2020 – Moto2-Rookie of the Year auf Speed Up
- 11 Grand-Prix-Siege

### In der Motorrad-Weltmeisterschaft
(Stand: Großer Preis von Österreich, 17. August 2025)
| Saison | Klasse | Team                        | Motorrad   | Rennen | Siege | Zweiter | Dritter | Poles | Schn. Rennrunden | Punkte | Ergebnis |
| ------ | ------ | --------------------------- | ---------- | ------ | ----- | ------- | ------- | ----- | ---------------- | ------ | -------- |
| 2016   | Moto3  | Estrella Galicia 0,0        | Honda      | 18     | –     | –       | 1       | 1     | 2                | 76     | 15.      |
| 2017   | Moto3  | Estrella Galicia 0,0        | Honda      | 18     | 3     | 1       | 1       | 2     | 3                | 199    | 3.       |
| 2018   | Moto3  | Estrella Galicia 0,0        | Honda      | 17     | –     | 4       | –       | –     | 4                | 128    | 6.       |
| 2019   | Moto3  | Sterilgarda Max Racing Team | KTM        | 19     | 3     | 1       | 3       | 2     | –                | 200    | 2.       |
| 2020   | Moto2  | Inde Aspar Team             | Speed Up   | 12     | –     | –       | –       | 1     | –                | 67     | 14.      |
| 2021   | Moto2  | Solunion Aspar Team         | Boscoscuro | 18     | –     | 3       | 2       | –     | –                | 164    | 6.       |
| 2022   | Moto2  | Flexbox HP40                | Kalex      | 19     | –     | 6       | 2       | 3     | 2                | 200    | 3.       |
| 2023   | Moto2  | Pons Wegow Los40            | Kalex      | 19     | –     | 6       | 1       | 3     | –                | 195    | 5.       |
| 2024   | Moto2  | Fantic Racing               | Kalex      | 19     | 4     | 4       | –       | 6     | 6                | 234    | 2.       |
| 2025   | Moto2  | Fantic Racing Lino Sonego   | Kalex      | 13     | 1     | 2       | 2       | 1     | –                | 169    | 2.       |
| Gesamt | Gesamt | Gesamt                      | Gesamt     | 172    | 11    | 27      | 12      | 19    | 17               | 1632   |          |

Grand-Prix-Siege
| Saison | Klasse | Rennen                                     |
| ------ | ------ | ------------------------------------------ |
| 2017   | Moto3  | Spanien Niederlande Vereinigtes Konigreich |
| 2019   | Moto3  | USA-Texas Tschechien Aragonien             |
| 2024   | Moto2  | Portugal Indonesien Thailand               |
| 2025   | Moto2  | Katar                                      |

Einzelergebnisse
| Saison | 1        | 2           | 3           | 4          | 5          | 6          | 7                      | 8              | 9           | 10                     | 11          | 12                     | 13         | 14             | 15                  | 16             | 17         | 18                  | 19             | 20       | 21       | 22       |
| ------ | -------- | ----------- | ----------- | ---------- | ---------- | ---------- | ---------------------- | -------------- | ----------- | ---------------------- | ----------- | ---------------------- | ---------- | -------------- | ------------------- | -------------- | ---------- | ------------------- | -------------- | -------- | -------- | -------- |
| 2016   | Katar    | Argentinien | USA-Texas   | Spanien    | Frankreich | Italien    | Katalonien             | Niederlande    | Deutschland | Osterreich             | Tschechien  | Vereinigtes Konigreich | San Marino | Aragonien      | Japan               | Australien     | Malaysia   | \|\| \|\| \|\|      |                |          |          |          |
| 2016   | 15       | DNF         | 7           | DNF        | 4          | DNF        | 6                      | DNF            | 15          | 21                     | DNF         | 8                      | 7          | 7              | DNF                 | 3              | DNF        | 19                  |                |          |          |          |
| 2017   | Katar    | Argentinien | USA-Texas   | Spanien    | Frankreich | Italien    | Katalonien             | Niederlande    | Deutschland | Tschechien             | Osterreich  | Vereinigtes Konigreich | San Marino | Aragonien      | Japan               | Australien     | Malaysia   | \|\| \|\| \|\| \|\| |                |          |          |          |
| 2017   | 4        | 11          | DNF         | 1          | 2          | 5          | 5                      | 1              | DNF         | 3                      | 5           | 1                      | DNF        | 5              | 5                   | NC             | 8          | 9                   |                |          |          |          |
| 2018   | Katar    | Argentinien | USA-Texas   | Spanien    | Frankreich | Italien    | Katalonien             | Niederlande    | Deutschland | Tschechien             | Osterreich  | Vereinigtes Konigreich | San Marino | Aragonien      | Thailand            | Japan          | Australien | Malaysia            | \|\| \|\| \|\| |          |          |          |
| 2018   | 2        | 2           | 8           | DNF        | 8          | 11         | DNF                    | 2              | 5           | 2                      | 10          | C                      | DNF        | DNF            |                     | DNF            | 6          | DNF                 | DNF            |          |          |          |
| 2019   | Katar    | Argentinien | USA-Texas   | Spanien    | Frankreich | Italien    | Katalonien             | Niederlande    | Deutschland | Tschechien             | Osterreich  | Vereinigtes Konigreich | San Marino | Aragonien      | Thailand            | Japan          | Australien | Malaysia            | \|\| \|\| \|\| |          |          |          |
| 2019   | 3        | 12          | 1           | 4          | 3          | 7          | 2                      | 12             | 3           | 1                      | 10          | 13                     | DNF        | 1              | NC                  | DNF            | DNF        | 8                   | 6              |          |          |          |
| 2020   | Katar    | Spanien     | Andalusien  | Tschechien | Osterreich | Steiermark | San Marino             | Emilia-Romagna | Katalonien  | Frankreich             | Aragonien   |                        | Europa     | Valencia       | \|\| \|\| \|\| \|\| |                |            |                     |                |          |          |          |
| 2020   | 8        | 5           | 5           | 10         | 9          | DNF        | 9                      | 13             | 8           | DNS                    |             |                        | 11         | DNF            | 15                  |                |            |                     |                |          |          |          |
| 2021   | Katar    | Katar       | Portugal    | Spanien    | Frankreich | Italien    | Katalonien             | Deutschland    | Niederlande | Steiermark             | Osterreich  | Vereinigtes Konigreich | Aragonien  | San Marino     | USA-Texas           | Emilia-Romagna | Portugal   | \|\| \|\| \|\|      |                |          |          |          |
| 2021   | 13       | DNF         | 2           | 9          | DNF        | 11         | DNF                    | 2              | DNF         | 2                      | 8           | 7                      | 5          | 3              | 11                  | 3              | 4          | 5                   |                |          |          |          |
| 2022   | Katar    | Indonesien  | Argentinien | USA-Texas  | Portugal   | Spanien    | Frankreich             | Italien        | Katalonien  | Deutschland            | Niederlande | Vereinigtes Konigreich | Osterreich | San Marino     | Aragonien           | Japan          | Thailand   | Australien          | Malaysia       | \|\|     |          |          |
| 2022   | 2        | 3           | 4           | DNF        | DNF        | 2          | 2                      | DNF            | 2           | 9                      | DNS         | 5                      | 6          | 2              | 2                   | DNF            | 3          | 9                   | 8              | DNF      |          |          |
| 2023   | Portugal | Argentinien | USA-Texas   | Spanien    | Frankreich | Italien    | Deutschland            | Niederlande    | Kasachstan  | Vereinigtes Konigreich | Osterreich  | Katalonien             | San Marino | Indien         | Japan               | Indonesien     | Australien | Thailand            | Malaysia       | Katar    | Valencia |          |
| 2023   | 2        | 4           | 8           | 5          | DNS        | 4          | DNF                    | 5              | C           | 2                      | DNF         | 2                      | DNF        | DNF            | 8                   | 2              | 2          | 11                  | DNF            | 3        | 2        |          |
| 2024   | Katar    | Portugal    | USA-Texas   | Spanien    | Frankreich | Katalonien | Italien                | Niederlande    | Deutschland | Vereinigtes Konigreich | Osterreich  | Aragonien              | San Marino | Emilia-Romagna | Indonesien          | Japan          | Australien | Thailand            | Malaysia       | \|\|     |          |          |
| 2024   | 10       | 1           | 9           | DNS        | 6          | DNF        | 6                      | DNF            | DNF         | 2                      | 4           | DNF                    | 2          | 2              | 1                   | 16             | 2          | 1                   | 8              | 1        |          |          |
| 2025   | Thailand | Argentinien | USA-Texas   | Katar      | Spanien    | Frankreich | Vereinigtes Konigreich | Aragonien      | Italien     | Niederlande            | Deutschland | Tschechien             | Osterreich | Ungarn         | Katalonien          | San Marino     | Japan      | Indonesien          | Australien     | Malaysia | Portugal | Valencia |
| 2025   | 2        | 4           | 4           | 1          | 8          | 3          | 4                      | 6              | 3           | 2                      | 7           | DNF                    | 10         |                |                     |                |            |                     |                |          |          |          |

| Legende  | Legende            | Legende                                                          |
| Farbe    | Abkürzung          | Bedeutung                                                        |
| -------- | ------------------ | ---------------------------------------------------------------- |
| Gold     | –                  | Sieg                                                             |
| Silber   | –                  | 2. Platz                                                         |
| Bronze   | –                  | 3. Platz                                                         |
| Grün     | –                  | Platzierung in den Punkten                                       |
| Blau     | –                  | Klassifiziert außerhalb der Punkteränge                          |
| Violett  | DNF                | Rennen nicht beendet (did not finish)                            |
| Violett  | NC                 | nicht klassifiziert (not classified)                             |
| Rot      | DNQ                | nicht qualifiziert (did not qualify)                             |
| Rot      | DNPQ               | in Vorqualifikation gescheitert (did not pre-qualify)            |
| Schwarz  | DSQ                | disqualifiziert (disqualified)                                   |
| Weiß     | DNS                | nicht am Start (did not start)                                   |
| Weiß     | WD                 | zurückgezogen (withdrawn)                                        |
| Hellblau | PO                 | nur am Training teilgenommen (practiced only)                    |
| Hellblau | TD                 | Freitags-Testfahrer (test driver)                                |
| ohne     | DNP                | nicht am Training teilgenommen (did not practice)                |
| ohne     | INJ                | verletzt oder krank (injured)                                    |
| ohne     | EX                 | ausgeschlossen (excluded)                                        |
| ohne     | DNA                | nicht erschienen (did not arrive)                                |
| ohne     | C                  | Rennen abgesagt (cancelled)                                      |
| ohne     | keine WM-Teilnahme |                                                                  |
| sonstige | P/fett             | Pole-Position                                                    |
| sonstige | 1/2/3/4/5/6/7/8    | Punktplatzierung im Sprint-/Qualifikationsrennen                 |
| sonstige | SR/kursiv          | Schnellste Rennrunde                                             |
| sonstige | *                  | nicht im Ziel, aufgrund der zurückgelegten Distanz aber gewertet |
| sonstige | ()                 | Streichresultate                                                 |
| sonstige | unterstrichen      | Führender in der Gesamtwertung                                   |